# La Mocosa
La Mocosa es una banda de rock independiente formada en Buenos Aires durante el año 2000.

## Historia
La Mocosa es una banda de rock independiente formada durante el 2000 en Buenos Aires. Su primera presentación fue a fines de ese año en la localidad de Morón, donde tocaron temas propios y una selección de covers de bandas que admiraban. Este fue el comienzo de una carrera ascendente que los llevó a grabar su primer disco en 2004, “Un viaje al norte”, que fue presentado en Marquee en septiembre. También pasaron por El Teatro (Colegiales) y realizaron una extensa gira por el interior de Argentina, que incluyó presentaciones en Gesell Rock y Cosquín Rock, hasta su primer show en Montevideo (Uruguay). La despedida del disco se realizó en abril de 2006 en El Teatro de Flores en un show que tuvo localidades agotadas. 
En septiembre de 2006 editan “Abrazado al Sol”, su segunda placa, que fue grabada en los míticos estudios Panda. Se presentó con doble función un fin de semana de octubre en el Teatro Flores. Luego volvieron a girar por Gran Buenos Aires y el interior del país donde incluyeron ciudades que no habían sido parte de la primera gira (Catamarca, Salta, Jujuy y otras). A fines de 2007 editaron su primer video oficial "Lo mejor en este show", el cual tuvo rotación en MuchMusic, MTV, CM y otros canales de música.
En 2009 sale el tercer disco de la banda, llamado “Moksha”, “La brigada de los que hablan nada", fue el primer corte y tuvo su video promocional. Continuaron los shows en todo el país donde La Mocosa fue bien recibida históricamente y la presentación oficial tuvo lugar en La Trastienda, allí también festejaron los 10 años de la banda.
En los años siguientes La Mocosa grabó un EP de dos canciones que contó con la colaboración de Ale Kurz y Pablo Spivak de El Bordo. Optaron por presentarse esporádicamente en vivo para concentrarse en la transformación de la banda, recargar energías y lograr un enfoque maduro y profesional que les permitió volver al ruedo a mediados de 2015 con un show a teatro lleno en Flores y la consecuente gira por ciudades como San Luis, Mendoza, Córdoba, San Nicolás y Rosario, para finalmente volver a Cosquín Rock en 2016.
La Mocosa acaba de editar su cuarto disco de estudio, con salida el 15 de noviembre de 2016. Puede ser escuchado y descargado de forma gratuita desde la página oficial de la banda (lamocosa.com.ar) y en todas las plataformas de música en línea. La placa está compuesta de diez canciones nuevas y se llama"Mucho Mejor", la misma será presentada oficialmente el jueves 8 de diciembre de 2016 en Groove de la ciudad de Buenos Aires.

## Integrantes
- Juan Pablo García Soldi ("Juampi"): voz y guitarra
- Juan Caro: guitarra y coros
- Juan Manuel Casas ("Pety"): bajo
- Facundo Barrios D´angelo ("Faca"): batería (desde 2010)

### Exintegrantes
- Ignacio Sarrat ("Nacho"): batería (hasta 2010)
- Damián Bertone : Teclados (hasta 2009)

## Discografía
- DEMO (2002)

| N.º | Título              | Duración |  |
| 1.  | «Es vieja»          |          |  |
| 2.  | «Viejo salón»       |          |  |
| 3.  | «Oídos sordos»      |          |  |
| 4.  | «Las cenizas»       |          |  |
| 5.  | «Mucho mejor»       |          |  |
| 6.  | «Sucios recuerdos»  |          |  |
| 7.  | «Un estilo de vida» |          |  |

Este demo fue grabado y mezclado en "Silvester Studio" en mayo de 2002, y cuenta con la participación en saxo de Juan "Juancho" Carbone (saxofonista de Viejas Locas - Callejeros) en las canciones "Es Vieja" y "Mucho Mejor". Todos los temas del mismo fueron compuestos por Juan Pablo García Soldi.
La producción musical estuvo a cargo de La Mocosa y Jorge Morales. Este último participó también como ingeniero de Grabación.
- UN VIAJE AL NORTE (2004)

| N.º | Título                                 | Duración |  |
| 1.  | «Noche de verano (a punto de empezar)» |          |  |
| 2.  | «Un viaje al norte»                    |          |  |
| 3.  | «¿Para qué voy a cambiar?»             |          |  |
| 4.  | «No perdamos el tiempo»                |          |  |
| 5.  | «Blues que me condena»                 |          |  |
| 6.  | «Jaque mate»                           |          |  |
| 7.  | «Rutina»                               |          |  |
| 8.  | «Tanto tiempo»                         |          |  |
| 9.  | «Sábanas frías»                        |          |  |
| 10. | «Tipo sabio»                           |          |  |
| 11. | «Te volveré a ver»                     |          |  |
| 12. | «Sucios recuerdos»                     |          |  |

Todos los temas compuestos por Juan Pablo García Soldi
Músicos invitados:
Inés Caro: Chelo en temas 2 y 12
Hugo Lobo: Trompeta en temas 1, 3 y 8
Sergio Colombo: Saxo en temas 1, 3, 8 y 10
Ezequiel Rodríguez (Peri): Armónica en tema 5
Juan Carbone (Juancho): Saxo en temas 6 y 7; bandoneón en tema 5
Ezequiel Ferrari (Dendé): Percusión en temas 8 y 11
Producido por: Jorge Morales - La Mocosa
Grabado en: Sound Rec Estudios
Overdubs en: AS Music Estudios
Ingeniero de Grabación: Jorge Morales
2.º Ingeniero: Leonardo Fucci
Grabaciones Adicionales: Marcelo Armetta
Mezclado en: AS Music Estudios por Jorge Morales
Mastering: Mario Breuer
Asistentes: Federico Serna - Juan Regidor (Sound Rec)
Martín Sedacca - Cristián Busmania (AS Music)
Asistente en Preproducción: Leonardo Fucci
Idea Artística: La Mocosa
Fotografía y Diseño Gráfico: Juliana Boragina
Producción General: Franco Boroccioni
- ABRAZADO AL SOL (2006)

| N.º | Título                      | Duración |  |
| 1.  | «Lo mejor en este show»     |          |  |
| 2.  | «Vuelvo a mi ciudad»        |          |  |
| 3.  | «Como ayer»                 |          |  |
| 4.  | «Es vieja»                  |          |  |
| 5.  | «Yo me voy»                 |          |  |
| 6.  | «Tumbero»                   |          |  |
| 7.  | «Truco absurdo»             |          |  |
| 8.  | «Siento estar mejor»        |          |  |
| 9.  | «Oídos sordos»              |          |  |
| 10. | «Canalla y embustero»       |          |  |
| 11. | «Tan lejos»                 |          |  |
| 12. | «¿Por qué?»                 |          |  |
| 13. | «La cascada de los duendes» |          |  |

Todos los temas compuestos por Juan Pablo García Soldi excepto tema 13 por García Soldi/Casas
Músicos invitados:
Inés Caro: cello
Sergio Colombo: saxos, percusión, coros y arreglos de viento
Franco Boroccioni: saxos
Lucas Colamusi: trompetas
Matías Sagaian: armónicas
Federico Cotti: violín
Gustavo Ridilenir: flauta traversa
Producción artística: Luciano Guglielmo excepto tema 8 por Sergio Colombo
Grabado y Mezclado por Claudio “el león” Romandini en estudios Panda entre junio y julio de 2006
Masterizado por Claudio Romandini en estudios Del Abasto al Pasto en agosto de 2006
Asistentes de estudio: Pablo Barros-Sergio Martínez
Asistentes de vivo: Juan Manuel Ruíz – Abel “Crispin” Pedrello
Idea artística: La Mocosa – Sol Perez
Diseño y arte de tapa: Sol Pérez
Fotografía: Sol Perez
- MOKSHA (2009)

| N.º | Título                              | Duración |  |
| 1.  | «La brigada de los que hablan nada» |          |  |
| 2.  | «¿Cuál es el sentido?»              |          |  |
| 3.  | «Espejo»                            |          |  |
| 4.  | «El mascarón»                       |          |  |
| 5.  | «Pongamos piedras»                  |          |  |
| 6.  | «Cura y enfermedad»                 |          |  |
| 7.  | «Nuevo cielo»                       |          |  |
| 8.  | «la reina de mu»                    |          |  |
| 9.  | «Rock dealer»                       |          |  |
| 10. | «Luz del indio»                     |          |  |
| 11. | «Romper la red»                     |          |  |
| 12. | «Sin los ojos»                      |          |  |
| 13. | «Indistrial (instrumental)»         |          |  |
| 14. | «Moksha»                            |          |  |

Todos los temas compuestos por Juan Pablo García Soldi excepto tema 13 por Nicolás Trucco
Músicos invitados:
Nicolás Trucco: teclados
Nicolás Cremades: guitarras
Matías Sagaian: armónicas
Maximiliano Duffy: Saxo tenor
Leandro Melluso: trompeta
Luca Ferrelli: trombón
Inés Caro: violonchelo
Martín Zylbering: violines
Ariel Villanueva: coros, guitarras, accesorios de percusión
Producción artística: Ariel Pae Villanueva
Grabado y Mezclado por Claudio Romandini en estudios Circo Beat y Attic entre junio y julio de 2009
Masterizado por Claudio Romandini en estudios Phonic Monkey en agosto de 2009
Asistentes de estudio: José Maradei - Patricio Claypole – Francisco (Circo Beat)
Asistentes de vivo: Matías Ordóñez – Leonel Cubero
Producción baterías: Facundo Dangelo – Lucas Hernández
Idea artística: La Mocosa – Juan Martin Treffinger – Camilo Gaitto
Diseño y arte de tapa: Camilo Gaitto
Fotografía: Juan Martin Treffinger
- EP (2013)

| N.º | Título                  | Duración |  |
| 1.  | «Tuberías»              |          |  |
| 2.  | «Supernova de Neuronas» |          |  |

Las dos canciones pertenecientes a este EP fueron compuestas por Juan Pablo García Soldi.
La producción artística estuvo a cargo de Alejandro Kurz, Pablo Spivak (cantante y bajista de El Bordo, en ese orden) y La Mocosa. Fue grabado, mezclado y masterizado entre abril y mayo de 2013 por Pablo Spivak.